# District Krāslava
Het district Krāslava (Krāslavas rajons) is een voormalig district in het zuidoosten van Letland, in de Letse historische regio Letgallen. De hoofdstad was Krāslava.
Het district werd opgeheven bij de administratief-territoriale herziening in 2009. Bij opheffing telde het district 37.000 inwoners; het had een grootte van 2285 km².
Bij de opheffing werden op het gebied van het district de gemeenten Dagdas novads en Krāslavas novads gevormd. Drie noordwestelijke gemeenten gingen over naar Alojas novads.
Sinds 1 juli 2021 komt het grondgebied van het vroegere district overeen met dat van de fusiegemeente Krāslavas novads. 